# Kwatera Himmlera Hochwald
Kwatera Himmlera kryptonim „Hochwald” (Wysoki las) – była zlokalizowana w lesie na Mazurach, tuż przy Pozezdrzu, na północny wschód od centrum tej miejscowości. Obok kwatery biegła linia kolejowa Giżycko – Węgorzewo. Położenie przy linii kolejowej ułatwiało dowóz materiałów budowlanych.

## Informacje ogólne
Kwaterę „Hochwald”, podobnie jak kwaterę główną Hitlera „Wilczy Szaniec” i kwaterę Naczelnego Dowództwa Wojsk Lądowych (OKH) „Anna”, budowała Organizacja Todta.
Kwatera Heinricha Himmlera była w tych samych okresach użytkowana jak wyżej wymienione, od końca czerwca 1941 do 20 listopada 1944 roku, z przerwą od 16 lipca do 1 listopada 1942 roku i od 17 lutego do 13 marca 1943 roku, gdy Hitler przebywał w następnej kwaterze głównej kryptonim „Wilkołak” we wsi Striżawka, koło Winnicy na Ukrainie. Kwatera znajdowała się na terenie zabezpieczonym wywiadowczo i militarnie dla wszystkich kwater w rejonie Wilczego Szańca. Bezpośrednią ochronę kwatery zabezpieczał batalion policyjny. Kwatera „Hochwald” była maskowana siatkami metalowymi z umocowanymi na nich imitacjami liści z tworzywa.
Kwatera ta jak inne obiekty tego typu położone na Mazurach, miała doskonały system łączności, w tym poprzez kable położone w ziemi. Polecenia i rozkazy przekazywano z kwatery telefonicznie i w formie szyfrowanych depesz. Komunikacja osobowa koleją do kwatery głównej Hitlera mogła odbywać się poprzez Węgorzewo, a dalej linią kolejową do Kętrzyna. Najkrótsza trasa samochodowa z kwatery Himmlera do „Wilczego Szańca” prowadziła przez Sztynort (wówczas siedziba Ribbentropa), skrzyżowanie w Kamionku Wielkim (w prawo przez Pniewo do kwatery (OKH) w Mamerkach), w lewo przez Radzieje (przed Radziejami w prawo droga do kwatery Lammersa) i dalej przez Parcz do „Wilczego Szańca”.

## Opis kwatery
Kwatera „Hochwald”, podobnie jak „Wilczy Szaniec”, otoczona była wokół pasem pól minowych, położonych między zasiekami z drutu kolczastego a dodatkowo od strony zewnętrznej płotem z siatki drucianej. Na terenie kwatery znajdowało się pięć schronów o odporności typu „B”, schron specjalny Heinricha Himmlera położony w części centralnej, dwie wartownie, garaż podziemny i (przypuszczalnie) baraki drewniane. Kwatera chroniona była przez batalion policji.

### Opis schronów
- Schron o odporności typu „B” posiadał ściany i stropy żelbetowe o grubości 2 m. Obrys ścian zewnętrznych schronu wynosił 13,7 × 10,7 m. Do schronu prowadziły dwa wejścia znajdujące się na jednej ścianie. Przez wejścia o szerokości 80 cm wchodziło się do korytarza równoległego do ściany w której znajdowały się wejścia. W korytarzu tym od strony każdego z wejść znajdowały się pancerne drzwi. Z utworzonej w ten sposób śluzy (przedpokoju), były następne pancerne drzwi do każdego z dwóch pomieszczeń znajdujących się wewnątrz schronu. W każdym z dwóch pomieszczeń na wprost wejścia zewnętrznego znajdował się otwór w ścianie zabezpieczany pancerną żaluzją. Z otworu tego można było strzelać do osób wchodzących do schronu. Pomieszczenia wewnątrz schronu służyły jako miejsca do pracy i posiadały własny system oświetlenia i wentylacji.
- Schron typu ciężkiego specjalny Himmlera to nic innego jak schron o odporności typu „B” okryty dodatkowym płaszczem żelbetu jesienią 1943, lub wiosną 1944 roku. Wzmacnianie odporności schronów okazało się konieczne po zbombardowaniu Peenemünde 18 sierpnia 1943 roku. Wymiary zewnętrzne schronu ciężkiego w obrysie ścian wynosiły 21,4 × 19,3 m i przy wysokości 8,4 m. W płaszczu zewnętrznym żelbetu utworzony został dodatkowy korytarz biegnący wzdłuż całego schronu. W celu zabezpieczenia od dołu przed uszkodzeniem przy bombardowaniu bombami ciężkimi płaszcz zewnętrzny żelbetu okrywający pierwotny schron typu „B” zagłębiony został w grunt na głębokość ok. 9 m.

Sposób okrywania płaszczem żelbetowym schronu typu „B” jest widoczny na nieukończonej tego typu budowli w kwaterze OKH w Mamerkach, na terenie strefy „Fritz” w pobliżu ruin dworca kolejowego. Schrony posiadały standardowy system wentylacji. Przy wlotach powietrza stosowane były filtry na wypadek zagrożenia ataku gazami trującymi.
Na terenie kwatery była bocznica kolejowa. Stał na niej zamaskowany pociąg specjalny Himmlera Heinrich, a od roku 1943 Steiermark.
Obiekty na terenie kwatery zostały zniszczone – wysadzone przez Niemców 24 stycznia 1945 roku. Najlepiej zachował się schron Himmlera. Nie jest znana dokumentacja techniczna obiektu. Pierwszego rozpoznania kwatery dokonała Armia Czerwona. Kwatera została rozminowana przez polskich saperów. Opis kwatery wykonany został na podstawie później wykonanej inwentaryzacji obiektu.

## Użytkowanie kwatery
Na temat użytkowania kwatery zostało niewiele informacji. Himmler często bywał poza kwaterą, a według literatury związanej z jego postacią w czasie wizyt osobistego masażysty Felixa Kerstena, spotykał się z nim w wilii nad jeziorem, przypuszczalnie w Brożówce, ale niewykluczone, że w Dejgunach (osada spalona w 1945 roku przez Niemców nad jez. Dejguny).
W roku 1944 w imieniu Himmlera depesze podpisywał często szef jego osobistego sztabu SS-Obersturmbannführer Rudolf Brandt np. w sprawie zagospodarowania mienia pożydowskiego.
Na początku września 1944 roku odbyła się tu tajna konferencja, w wyniku której Himmler wystosował 16 września pismo do szefa RSHA Kaltenbrunera. W piśmie tym Himmler stwierdził, że RSHA ma kierować niemieckim „ruchem oporu” w różnych krajach europejskich. Wymienione pismo do wiadomości otrzymali SS-Obergruppenführer Hans Adolf Prützmann i Gottlob Berger oraz ppłk Suchanek z Abwehry. Powyższe znalazło odzwierciedlenie w rozkazie Hitlera zatytułowanym „Walka na zapleczu nieprzyjaciela”. Rozkaz opracowany został przez Gehlena, Skorzenego i Prützmanna, a podpisany w Wilczym Szańcu 12 listopada. W ten sposób powstał Werwolf.
16 września 1944 Himmler przyjmuje tu Andrieja Własowa, organizatora ROA.
6 października 1944 roku koleją do Kruklanek dowieziony został komendant główny Armii Krajowej gen. Tadeusz Bór-Komorowski. Potem, w grupie 20 Polaków pod eskortą SS, przewieziono go do obozu kontrolowanego przez Waffen-SS. 7 października w obozie zjawił się Von dem Bach z informacją, że za kilka godzin będą przyjęci przez Himmlera.
Do spotkania nie doszło. W depeszy L. Fischera, gubernatora dystryktu warszawskiego (w G.G., wówczas z siedzibą w Sochaczewie) do Hansa Franka z dnia 11 października 1944 roku informującej o rozkazie Himmlera dla Von dem Bacha w sprawie całkowitego zniszczenia Warszawy znalazł się też taki zapis:

Generał Bór oświadczył, że na okres trwania wojny powstrzyma się od wszelkiej działalności politycznej i że uważa się jedynie za jeńca wojennego. W związku z tym oświadczeniem nie doszło do przyjęcia gen. Bora przez Reichsführera SS...

21 stycznia 1945 roku gen. Friedrich Hossbach, dowódca 4 Armii, przeniósł swoje stanowisko dowodzenia z Hochwaldu do Wilczego Szańca, a umocnienia zostały wysadzone w powietrze.